# Chronologie du football
Cette page propose un accès chronologique aux événements ayant marqué l'histoire du football.

## Avant 1870
- 26 octobre 1863 : fondation de la Football Association à  Londres.

## Années 1870

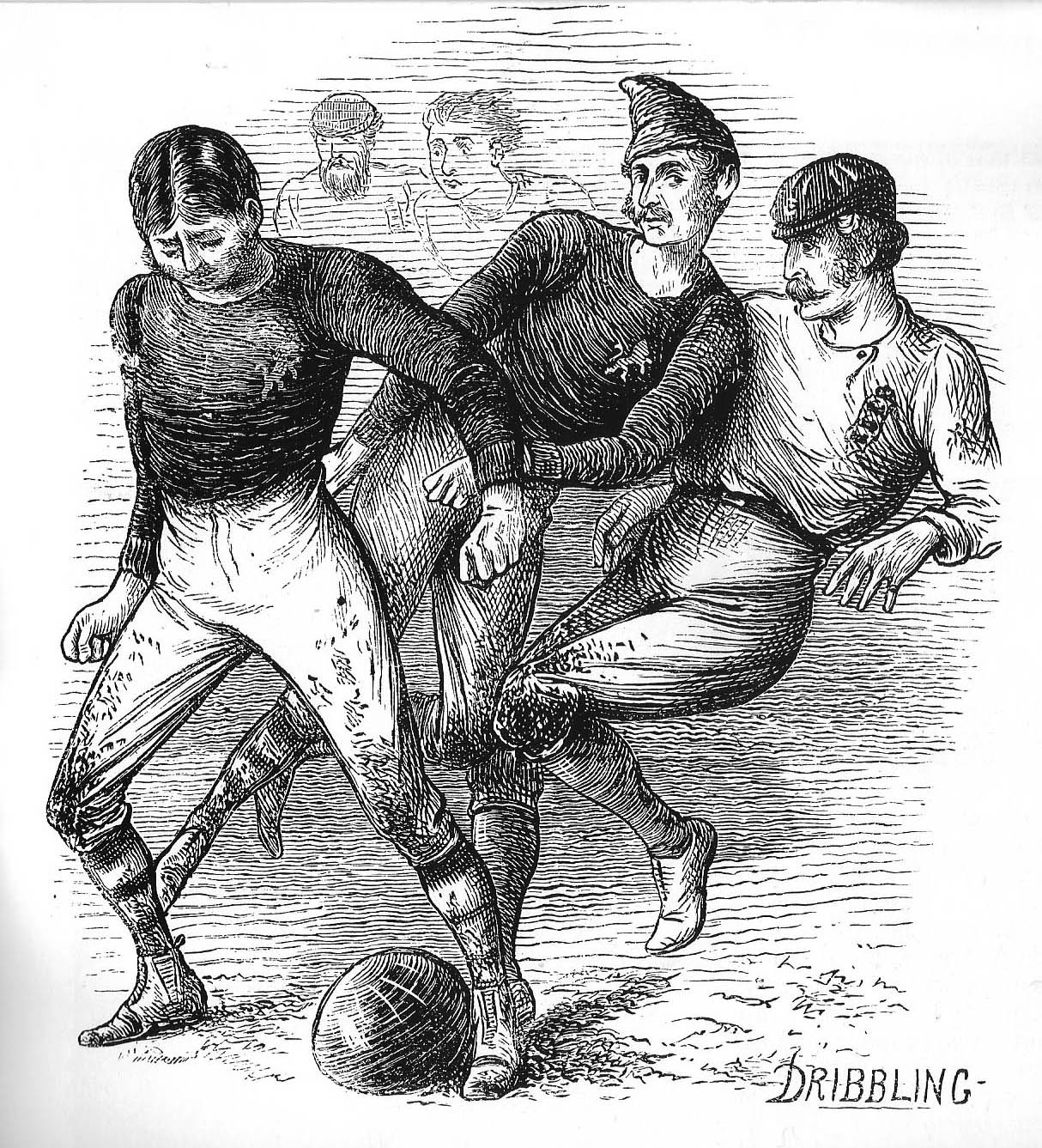
Écosse–Angleterre (0–0), premier match international officiel de l'histoire (1872).

- 1871 en football : match international non officiel entre l'Angleterre et l'Écosse à Londres. Les Anglais s'imposent 2-1.
- 1872 en football : première finale de la FA Cup. Wanderers Football Club s'impose 1-0 face aux Royals Engineers.
- 1873 en football : le hors-jeu se signalera désormais au départ de la balle, et pas à l'arrivée comme c'était généralement l'usage.
- 1874 en football : la FA donne autorité aux arbitres pour exclure un joueur inconvenant.
- 1875 en football : la FA autorise l'usage d'une barre transversale sur les buts, remplaçant le ruban qui en fixait jusqu'alors la hauteur.
- 1876 en football : premiers cas de professionnalisme à Sheffield avec Peter Andrews (Sheffield's HC) et J.J. Lang (The Wednesday).
- 1877 en football : à Londres (Kennington Oval), l'Écosse s'impose 1-3 face à l'Angleterre.
- 1878 en football : premier match disputé en nocturne. C'était à Bramall Lane, devant 20 000 spectateurs.
- 1879 en football : fondation du club suisse de football du FC Saint-Gall.

## Années 1880
- 1880 en football : fondation du club belge de football du Royal Antwerp Football Club.
- 1881 en football : Andrew Watson devient le premier footballeur noir international.
- 1882 en football : fondation de l'International Board de football, gardien des lois du jeu.
- 1883 en football : finale de la 12e FA Challenge Cup. Blackburn Olympic est le premier club du Nord du pays a remporté le trophée.
- 1884 en football : inauguration du stade d'Anfield à Liverpool.
- 1885 en football : après deux ans de débats, la FA autorise le professionnalisme.
- 1886 en football : fondation du club londonien de « Dial Square », vite rebaptisé Royal Arsenal.
- 1887 en football : fondation du premier club sud-américain, Gimnasia y Esgrima de La Plata.
- 1888 en football : contre toute attente, West Bromwich Albion remporte la FA Cup.
- 1889 en football : « invincible », Preston signe le doublé coupe-championnat en Angleterre.

## Années 1890

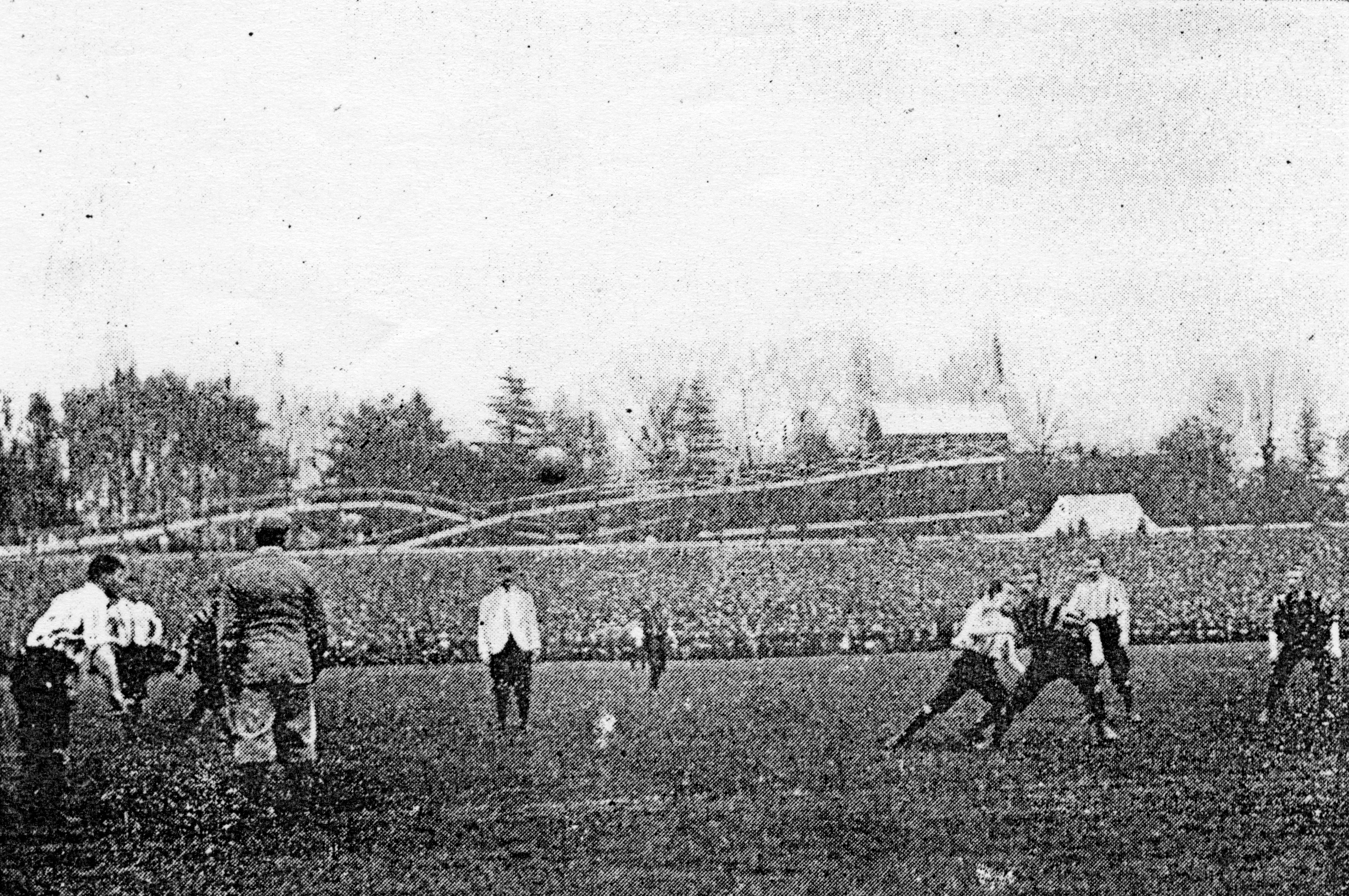
Rentrée de touche en finale de la Cup 1896.

- 1890 en football : Preston North End, 15 victoires, 3 nuls et 4 défaites conserve son titre de champion d’Angleterre.
- 1891 en football : le trio arbitral moderne fait son entrée en scène sur les terrains anglais et invention du penalty.
- 1892 en football : fondation du club de Liverpool FC.
- 1893 en football : le club londonien de Woolwich Arsenal fait ses débuts en Division 2 de la Football League.
- 1894 en football : Standard AC premier champion de France.
- 1895 en football : 17 420 spectateurs de moyenne pour les matches de championnat d'Everton.
- 1896 en football : en amical, Le Havre AC corrige les champions du France du Standard AC : 4-0.
- 1897 en football : Jules Rimet fonde à Paris le club du Red Star.
- 1898 en football : Genoa premier champion d'Italie.
- 1899 en football : fondation du FC Barcelone, de l'AC Milan et de l’Olympique de Marseille. Le Havre AC champion de France sur tapis vert.

## Années 1900

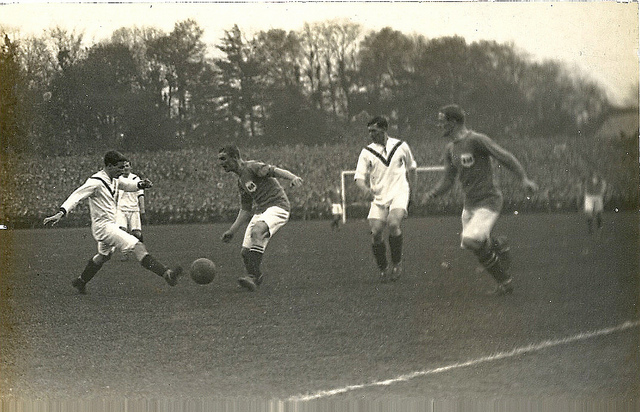
Finale de la FA Cup 1909. Manchester United domine Bristol City (1–0).

- 1900 en football : les joueurs anglais d'Upton Park Football Club remportent face au Club français et la Fédération Athlétique Universitaire Belge le tout premier tournoi disputé dans le cadre des Jeux olympiques .
- 1901 en football : Tottenham Hotspur (Southern League) remporte la Coupe d'Angleterre.
- 1902 en football : à Glasgow, à l'occasion d'un match international Écosse-Angleterre, une tribune s'effondre. 25 morts.
- 1903 en football : les Anglais rejettent l'idée d'une fédération internationale.
- 1904 en football : fondation de la Fédération Internationale de Football-Association à Paris malgré les réticences britanniques
- 1905 en football : Alf Common est transféré à Middlebrough FC pour le montant record de 1000 £.
- 1906 en football : l'Anglais Daniel Burley Woolfall est élu président la FIFA en remplacement du Français Robert Guérin.
- 1907 en football : Celtic FC signe le premier doublé Coupe-championnat en Écosse.
- 1908 en football : fondation du premier syndicat de footballeurs professionnels en Angleterre, tandis que chez les amateurs la Grande-Bretagne remporte le premier tournoi olympique officiel.
- 1909 en football : émeute en tribune ; la Coupe d'Écosse n'est pas attribuée.

## Années 1910

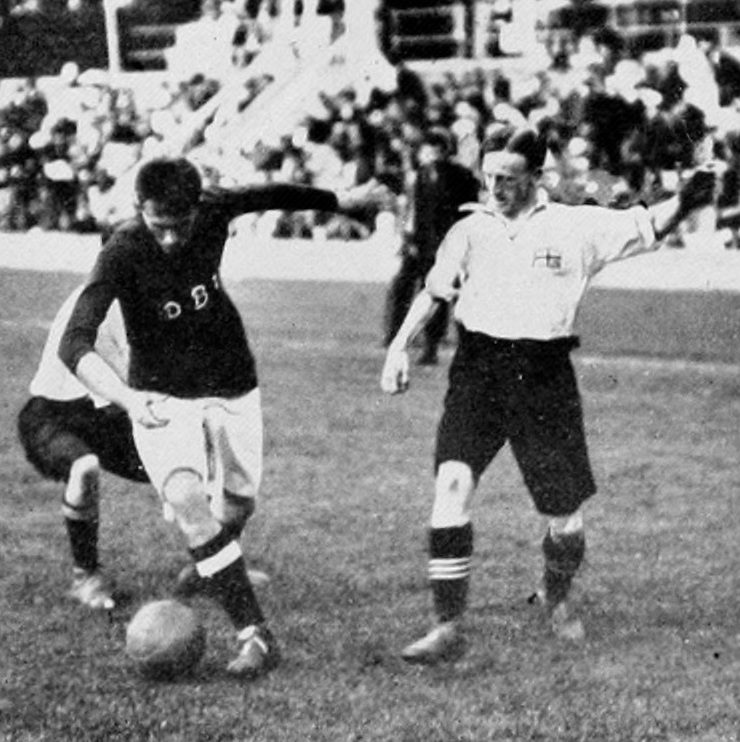
Nils Middelboe (Danemark) dribble deux adversaires, mais ce sont les Britanniques qui remportent l'or olympique (1912).

- 1910 en football : inauguration du stade de Manchester United, Old Trafford.
- 1911 en football : les gardiens de but ne pourront désormais faire usage de leurs mains que dans leur surface de réparation.
- 1912 en football : le Rapid de Vienne remporte le premier championnat d'Autriche.
- 1913 en football : l'Irlande s'impose 2-1 face à l'Angleterre. C'est le premier succès des Irlandais sur les Anglais.
- 1914 en football : Lille Olympique est champion de France (unifié) de football.
- 1915 en football : Grande Guerre oblige, les clubs professionnels anglais sont contraints de stopper leur activité.
- 1916 en football : à Buenos Aires, l'Uruguay remporte le premier championnat sud-américain (future Copa América).
- 1917 en football : l'Uruguay conserve à domicile son titre de champion d'Amérique du Sud.
- 1918 en football : l'Olympique de Pantin remporte la première édition de la Coupe de France de football.
- 1919 en football : fondation de l'Amicale des employés de la Société des magasins Casino, ancêtre de l'AS Saint-Étienne.

## Années 1920
- 1920 en football : à Anvers, l'équipe de Belgique remporte le tournoi olympique.
- 1921 en football : l'équipe de France s'impose 2-1 face à l'équipe d'Angleterre (Amateurs). La Fédération anglaise de football bannit les joueuses des terrains gérés par ses membres.
- 1922 en football : Hambourg SV et 1.FC Nuremberg font match nul 1-1 en finale nationale du championnat d'Allemagne. La fédération allemande déclare le HSV champion, mais le club refuse. Pas de champion d'Allemagne cette année.
- 1923 en football : inauguration dans la banlieue de Londres du Wembley Stadium.
- 1924 en football : l'équipe d'Uruguay remporte le tournoi olympique en s'imposant en finale face à l'équipe de Suisse, 3-0.
- 1925 en football : la règle du hors-jeu est modifiée ; un joueur est dorénavant en jeu si un minimum de deux (au lieu de trois) joueurs adverses sont entre lui et la ligne de but.
- 1926 en football : Huddersfield Town FC est champion d’Angleterre pour la troisième saison consécutive.
- 1927 en football : Torino, champion d’Italie, est déclassé par la fédération italienne.
- 1928 en football : l'équipe d'Uruguay est championne olympique pour la seconde fois en s'imposant en finale rejouée 2-1 face à l'équipe d'Argentine.
- 1929 en football : l'équipe d'Argentine remporte la Copa América.

## Années 1930

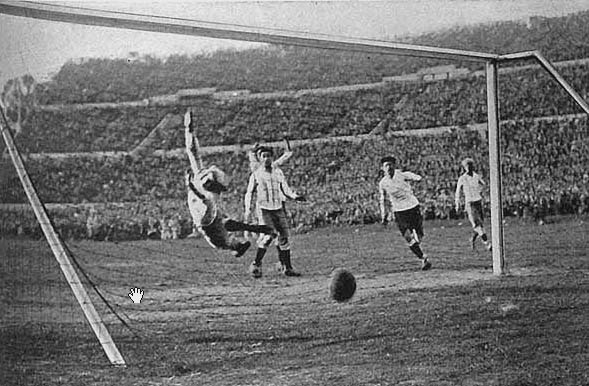
Dernier but uruguayen en finale de la Coupe du monde 1930, signé Castro.

- 1930 en football : l'Uruguay remporte à domicile la toute première Coupe du monde de football.
- 1931 en football : le footballeur anglais Stanley Matthews commence sa carrière professionnelle.
- 1932 en football : autorisation du professionnalisme en France.
- 1933 en football : l'Olympique Lillois premier champion de France professionnel de football.
- 1934 en football : l'Italie remporte à domicile sa première Coupe du monde.
- 1935 en football : la Juventus devient le premier club italien à gagner cinq titres nationaux consécutifs.
- 1936 en football : l'Italie remporte l'or aux Jeux de Berlin et imite l'Uruguay en devenant championne du monde et olympique.
- 1937 en football : la plus grande affluence est enregistrée : 149 415 spectateurs à Hampden Park pour voir l'Écosse défier l'Angleterre.
- 1938 en football : l'Italie remporte en France sa deuxième Coupe du monde.
- 1939 en football : la numérotation des maillots est rendue obligatoire.

## Années 1940

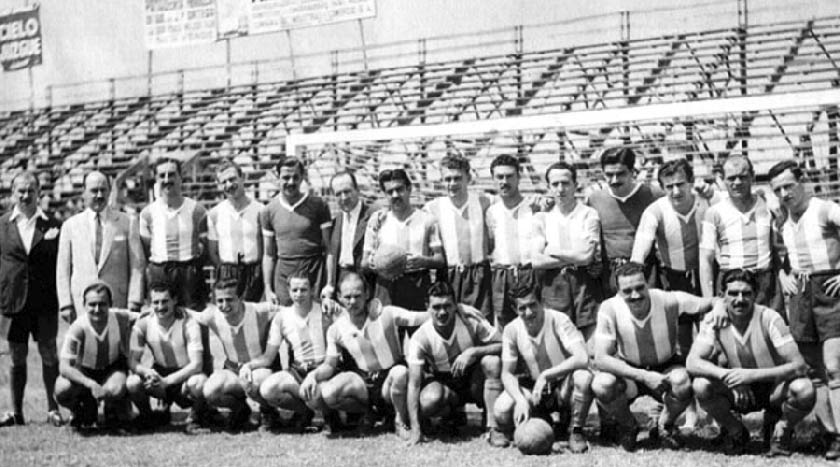
L'effectif argentin remportant le troisième championnat sud-américain d'affilée (1947).

- 1940 en football : inauguration de La Bombonera.
- 1941 en football : première édition de la Coupe CCCF, remportée par le Costa Rica.
- 1942 en football : le Botafogo Football Club rejoint officiellement le Club de Regatas Botafogo, créant ainsi le Botafogo de Futebol e Regatas.
- 1943 en football : le gouvernement de Vichy démantèle les clubs de football professionnels français.
- 1944 en football : fondation en France de la Ligue de football professionnel.
- 1945 en football : fondation de l'Étoile rouge de Belgrade.
- 1946 en football : le Burnden Park disaster (en) tue 33 supporters de Bolton Wanderers.
- 1947 en football : première édition du championnat nord-américain des nations, remportée par le Mexique.
- 1948 en football : unique édition du championnat sud-américain des clubs champions, ancêtre de la Copa Libertadores.
- 1949 en football : drame de Superga.

## Années 1950

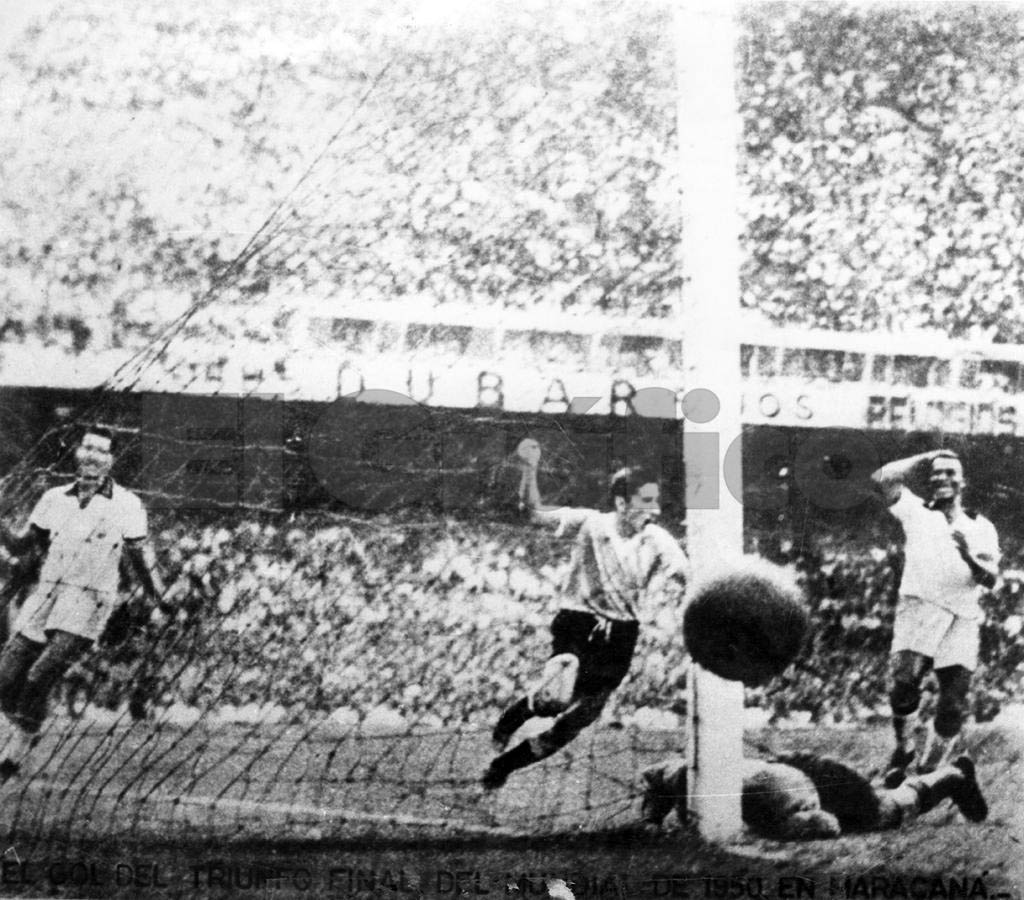
But de Ghiggia offrant la Coupe du monde 1950 à l'Uruguay au stade Maracanã.

- 1950 en football : consternation au Brésil où l'Uruguay bat l'équipe locale et remporte la Coupe du monde 1950.
- 1951 en football : l'utilisation de ballons blancs est autorisée.
- 1952 en football : le Onze d'or hongrois remporte l'or olympique.
- 1953 en football : victoire historique de la Hongrie à Wembley : 3-6.
- 1954 en football : l'Allemagne de l'Ouest est championne du monde pour la première fois.
- 1955 en football : le quotidien sportif parisien L'Équipe fonde la Coupe d'Europe des Clubs champions.
- 1956 en football : le Real Madrid enlève la première édition de la Coupe d'Europe des Clubs champions face au Stade de Reims.
- 1957 en football : seules trois équipes prennent part à la première Coupe d'Afrique des nations.
- 1958 en football : le Brésil remporte sa première Coupe du monde de football en Suède.
- 1959 en football : première saison du championnat du Brésil de football, remportée par Esporte Clube Bahia.

## Années 1960
- 1960 en football : l'URSS remporte la première édition de la Coupe d'Europe des Nations au Parc des Princes.
- 1961 en football : Benfica devient le deuxième club à inscrire son nom sur la coupe aux grandes oreilles.
- 1962 en football : le Brésil remporte sa seconde Coupe du monde de football au Chili.
- 1963 en football : Lev Yachine est le premier gardien de but élu Ballon d'or.
- 1964 en football : l'Espagne remporte à domicile la 2e Coupe d'Europe des Nations.
- 1965 en football : l'Inter Milan conserve son titre en Coupe des clubs champions européens.
- 1966 en football : l'Angleterre remporte à domicile sa seule et unique Coupe du monde.
- 1967 en football : Celtic FC est le premier club britannique à remporter la coupe d'Europe des clubs champions.
- 1968 en football : l'Italie remporte le 3e Championnat d'Europe des Nations chez elle.
- 1969 en football : déclenchement de la « guerre du football » après un match opposant le Salvador au Honduras.

## Années 1970

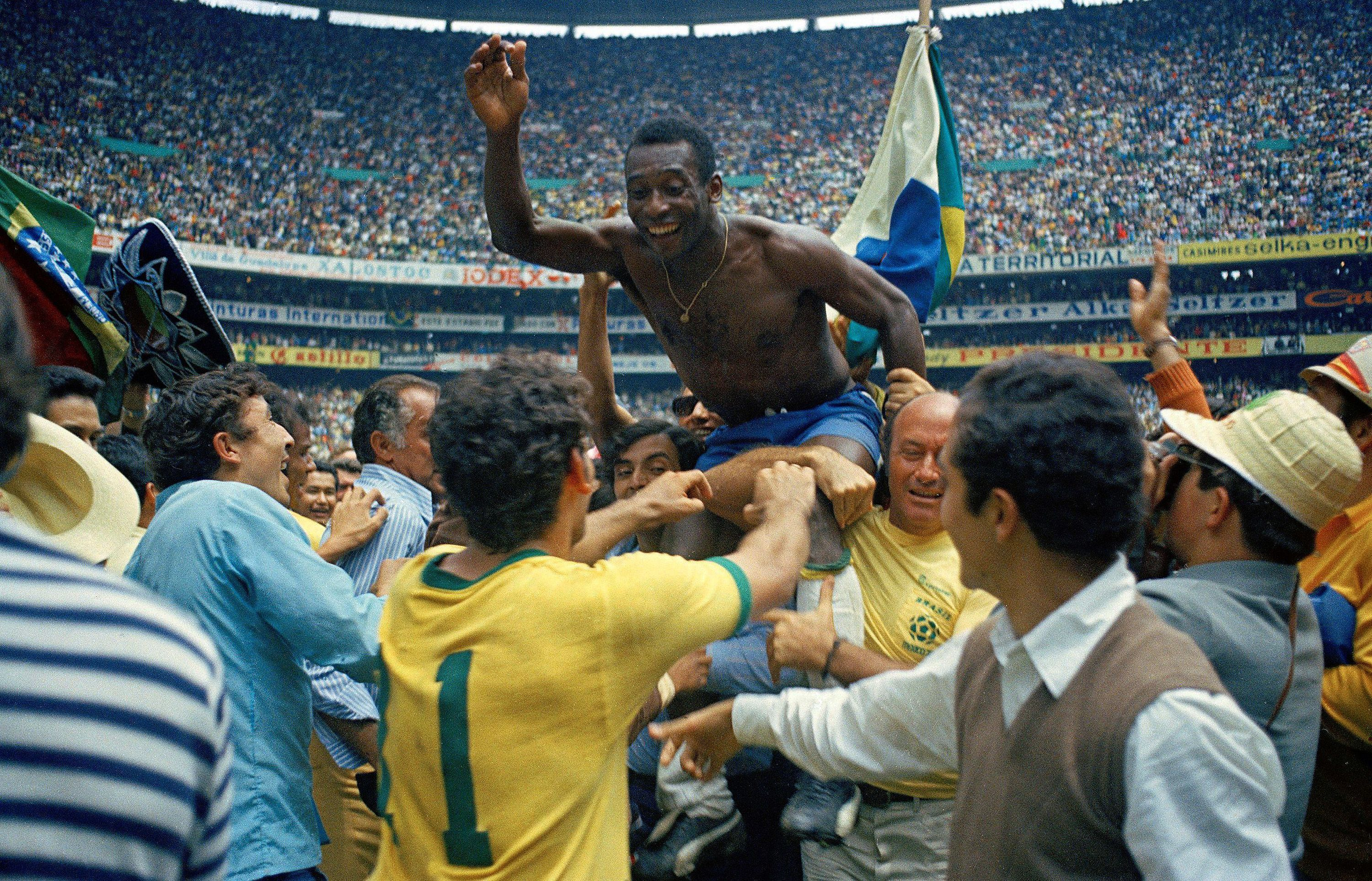
Pelé célébrant une troisième victoire en Coupe du monde (1970).

- 1970 en football : au Mexique, le Brésil et Pelé sont sacrés champions du monde pour la troisième fois.
- 1971 en football : deuxième désastre d'Ibrox.
- 1972 en football : l'Allemagne de l'Ouest est sacrée championne d'Europe en Belgique en s'imposant en finale face à l'URSS (3-0).
- 1973 en football : l'Ajax Amsterdam gagne la coupe d'Europe des clubs champions pour la troisième fois consécutive.
- 1974 en football : l'Allemagne enlève sa deuxième Coupe du monde à domicile face aux Pays-Bas en finale.
- 1975 en football : première édition de la Coupe d'Asie féminine de football.
- 1976 en football : l'épopée européenne stéphanoise en coupe des champions s'arrête en finale face au Bayern Munich. La Tchécoslovaquie remporte aux tirs au but le Championnat d'Europe des Nations en Yougoslavie.
- 1977 en football : l'équipe de France de Michel Hidalgo se qualifie pour la Coupe du monde 1978.
- 1978 en football : l'Argentine enlève sa première Coupe du monde à domicile face aux Pays-Bas en finale.
- 1979 en football : Nottingham Forest remporte la coupe d'Europe des champions.

## Années 1980

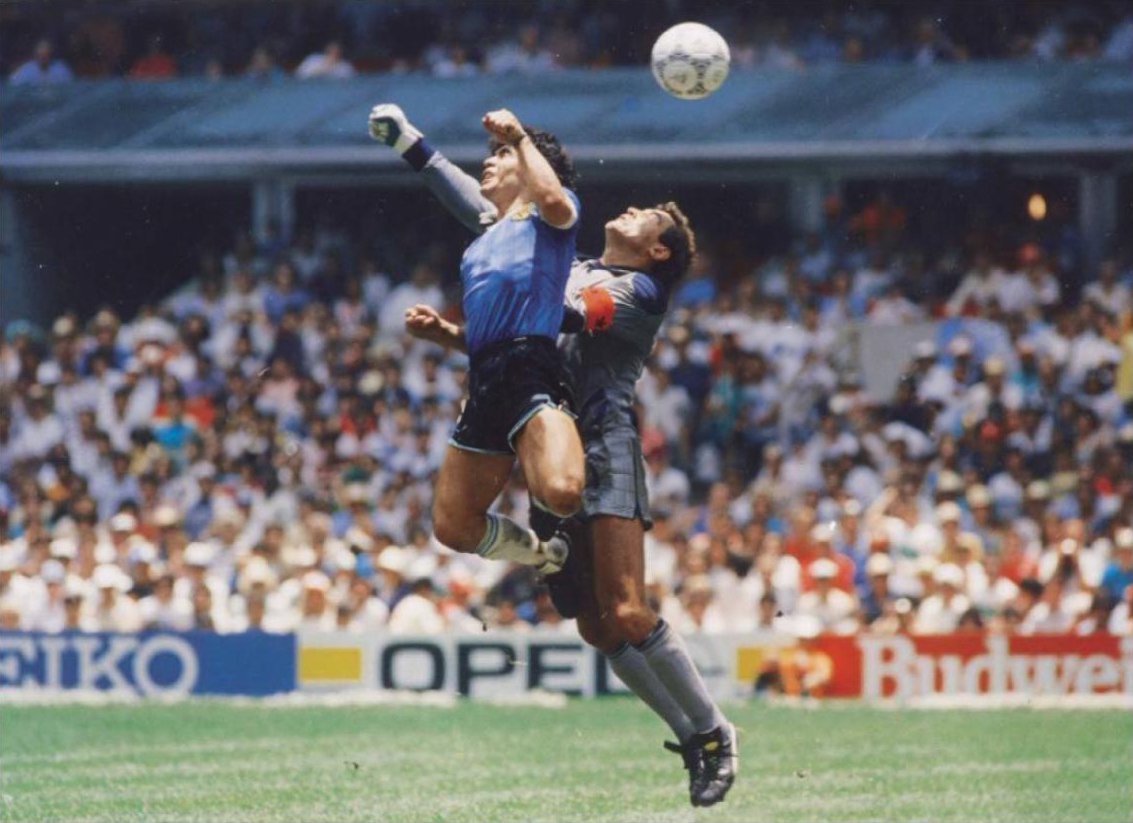
Main de Dieu de Diego Maradona lors de la Coupe du monde 1986.

- 1980 en football : l'Allemagne de l'Ouest remporte en Italie son second titre continental en battant la Belgique en finale de l'Euro.
- 1981 en football : l'AS Saint-Étienne est championne de France pour la 10e fois.
- 1982 en football : l'Italie remporte en Espagne sa troisième Coupe du monde.
- 1983 en football : Michel Platini gagne le premier de ses trois Ballons d'or consécutifs.
- 1984 en football : l'équipe de France est championne d'Europe et championne olympique de football.
- 1985 en football : drame du Heysel.
- 1986 en football : l'Argentine remporte au Mexique sa deuxième Coupe du monde.
- 1987 en football : le FC Porto remporte la Coupe d'Europe des champions face au Bayern de Munich.
- 1988 en football : les Pays-Bas sont sacrés champions d'Europe en Allemagne.
- 1989 en football : drame de Sheffield.

## Années 1990
- 1990 en football : l'Allemagne remporte la Coupe du monde pour la troisième fois.
- 1991 en football : Diego Maradona est déclaré positif à la cocaïne.
- 1992 en football : drame de Furiani.
- 1993 en football : le 26 mai au stade olympique de Munich, l'OM devient la première équipe française à remporter la Ligue des champions.
- 1994 en football : l'équipe du Brésil remporte sa 4e Coupe du monde.
- 1995 en football : Le FC Nantes est champion de France pour la 7e fois en concédant une seule défaite au cours de la saison après un record de 32 matchs d'invincibilité consécutifs.
- 1996 en football : l'Allemagne remporte en Angleterre le Championnat d'Europe de football pour la troisième fois.
- 1997 en football : l'AS Monaco est champion de France pour la 6e fois.
- 1998 en football : le 12 juillet l'équipe de France remporte la Coupe du monde en battant le Brésil 3-0 en finale.
- 1999 en football : triplé historique de Manchester United qui enlève la Ligue des champions, le championnat et la Coupe d'Angleterre.

## Années 2000
- 2000 en football : l'équipe de France remporte l'Euro disputé en Belgique et aux Pays-Bas.
- 2001 en football : la France s'impose en Coupe des Confédérations face au Japon, 1-0.
- 2002 en football : le Brésil remporte son 5e titre de champion du monde en Corée du Sud et au Japon.
- 2003 en football : l'Allemagne remporte la Coupe du monde de football féminin 2003 face à la Suède en finale, 2-1, après prolongation.
- 2004 en football : le FC Porto crée la sensation en remportant sa 2e Ligue des champions face à l'AS Monaco (3-0). À la surprise générale, la Grèce remporte l'Euro qui se déroule au Portugal.
- 2005 en football : Liverpool FC remporte la Ligue des champions après avoir été mené 0-3 par le Milan AC.
- 2006 en football : l'Italie remporte sa 4e coupe du monde de football face à la France. Le FC Barcelone remporte la Ligue des champions face à Arsenal.
- 2007 en football : le Milan AC remporte pour la septième fois la Ligue des champions, face à Liverpool.
- 2008 en football : l'Espagne remporte le championnat d'Europe des nations, son premier titre majeur. Manchester United remporte sa troisième Ligue des champions face à Chelsea.
- 2009 en football : le FC Barcelone réalise un triplé exceptionnel Coupe du Roi-Championnat d'Espagne-Ligue des champions.

## Années 2010

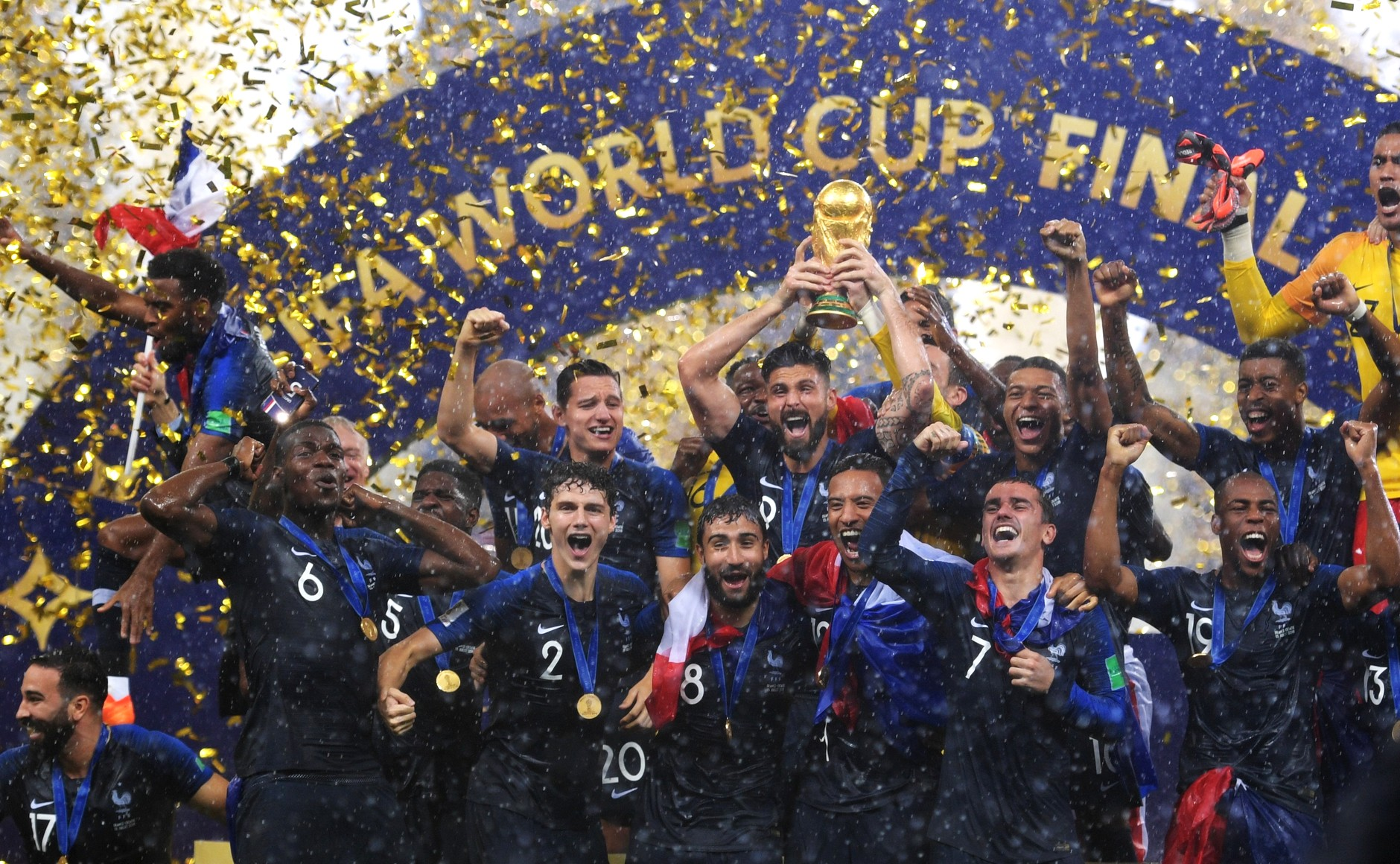
L'équipe de France victorieuse de la Coupe du monde 2018.

- 2010 en football : l'Espagne remporte la Coupe du monde en s'imposant en finale face aux Pays-Bas 1-0 après prolongation.
- 2011 en football : le Japon remporte la Coupe du monde féminine de football 2011 face aux États-Unis.
- 2012 en football : l'Espagne conserve son titre européen, signant ainsi un triplé victorieux historique Euro 2008-Mondial 2010-Euro 2012.
- 2013 en football : le Bayern Munich remporte cinq titres sur six possibles (Ligue des Champions, championnat, Coupe, Supercoupe d'Europe, Coupe du monde des clubs).
- 2014 en football : l'Allemagne devient championne du monde pour la 4e fois.
- 2015 en football : le FC Barcelone remporte la Ligue des champions en battant en finale la Juventus de Turin 3-1.
- 2016 en football : le Portugal est sacré Champion d'Europe en battant la France chez elle en finale, 1-0 après prolongation.
- 2017 en football : le Real Madrid conserve son titre en Ligue des champions.
- 2018 en football : vingt ans après son premier titre mondial, l'équipe de France remporte la Coupe du monde 2018 en Russie en battant en finale la Croatie 4-2.
- 2019 en football : Liverpool enlève sur la scène européenne la Ligue des champions, tandis que Manchester City rafle tous les trophées nationaux en Angleterre.

## Années 2020
- 2020 en football : Le Bayern Munich remporte sa 6e Ligue des Champions en s’imposant un but à zéro face au Paris Saint-Germain.
- 2021 en football : Chelsea remporte la Ligue des Champions en s’imposant un but à zéro face à Manchester City.
- 2022 en football : L'équipe d’Argentine remporte sa troisième Coupe du monde en s’imposant 4-2 aux tir aux buts (3-3 ap) face à la France.
- 2023 en football : Manchester City remporte sa première Ligue des Champions en s’imposant 1-0 face à l’Inter Milan.
- 2024 en football : Manchester City devient la première équipe de l'histoire de l'élite anglaise à remporter quatre titres de champion d'affilée.
- 2025 en football : Paris Saint-Germain remporte sa première Ligue des Champions en s’imposant 5-0 face à l’Inter Milan. En juillet, Chelsea remporte la Coupe du monde des clubs de la FIFA 2025.